# سان‌ایندو

سان ایندو

سان ایندو (به ژاپنی: 山陰道 San'indō) یک اصطلاح جغرافیایی در ژاپن است. به معنای یکی از تقسیمات کشوری قدیم ژاپن و همچنین جاده اصلی است که از این منطقه عبور می‌کند. از نظر لغوی سان ایندو به معنای «سمت سایه‌دار کوهستان» است. «دُو» در این اصطلاح بسته به متن می‌تواند به معنای «جاده» نیز باشد. سان ایندو یکی از تقسیمات کشوری و جزئی گوکی شیچیدو است که در دوره آسوکا (۵۳۸–۷۱۰) به وجود آمد.
سان‌ایندو شامل ۸ ولایت زیر بود.
- ولایت ایوامی
- ولایت ایزومو
- ولایت هوکی
- ولایت اینابا
- ولایت تاجیما
- ولایت تانبا
- ولایت تانگو
- ولایت اوکی